# Krassy Félix
Krassy Félix (Gyöngyös, 1842. január 1. – Eger, 1909. november 2.) római katolikus főesperes-plébános.

## Élete
Amikor középiskoláit végezte, az egri szeminárium növendékei közé lépett. A teológiai tanfolyam elvégzése után 1864-ben fölszenteltetett és Fegyverneken, majd Kápolnán és Egerben káptalankodott. 1872-ben a Jászberényi Katolikus Főgimnáziumhoz nevezetett ki, ahol négy évig mint hittanár működött. 1876-ban az egri papnevelő-intézet vezetésével bizatott meg. 1882-ben Gyöngyös város lelkészévé választotta meg. 1886-ban a Szent Péter és Pálról nevezett tatai apátságot kapta, 1891-ben pedig ő felsége hevesi főesperessé nevezte ki.
Az Egerben 1866-ban több humorisztikus levele jelent meg; írt még a Tanodai Lapokba s több más folyóiratba. Czikkei az Egri Egyházmegyei Közlönyben (1869. Egyletek és társulatok Francziaországban, 1870. Dupanloup, Az orosz egyház, 1872. Az állami szegény-ápolás Angliában, 1873. Miért sikeres az állami szegény-ápolás, Igaz-e, hogy az Egyesült Államokban a szabad egyház szabad államban-féle elv gyakorlatilag meg van valósítva? Manzoni, 1879. Bogáncsok a lelkipásztorkodás mezejéről).
Jegye x/2 (az Egri Egyházmegyei Közlönyben).

## Munkái
- Száz jó tanács egy baj ellen. Képekkel a magyar nép számára. Stolz Albán után. Eger, 1877.
- Átok-e vagy áldás? Egy-két csöpp méz a munkás nép keserű kenyerére. Uo. 1880. (Egri Népkönyvtár V.)
- A bölcsőtől az égig. Kis kalauz a magyar nép számára. Uo. 1880. (Egri Népkönyvtár VII.)
- Egyházi beszéd, melyet szent István első apostoli királyunk országos ünnepén mondott Budán, a helyőrségi templomban, 1891. aug. 20. Uo. 1891.